# Thelaira madecassa
Thelaira madecassa är en tvåvingeart som beskrevs av Louis-Paul Mesnil 1978. Thelaira madecassa ingår i släktet Thelaira och familjen parasitflugor.
Artens utbredningsområde är Madagaskar. Inga underarter finns listade i Catalogue of Life.